# Nils Emil Lundström
Nils Emil Lundström, född 24 januari 1865 i Åbyn i Byske socken i Västerbotten, död 19 februari 1960 i Stockholm, var en svensk keramiker, målare, formgivare och mönsterritare. Han var verksam vid Rörstrands porslinsfabrik 1896–1935.
Lundström var son till sågverksdisponenten Nils Lundström och Emelia von Hedenberg, senare omgift med friherre Georg af Schmidt, samt dotterson till Carl August von Hedenberg och vidare bror till Mimmi Lundström-Börjeson. Från 1892 var Lundström gift med Blenda Boklund (1869–1924), som var dotter till Johan Christoffer Boklund samt syster till Thyra Grafström, Cecilia Bachér och Harald Boklund. 
Efter studentexamen i Uppsala 1884 studerade Lundström i Düsseldorf 1885–1889 och vid Konstakademien i Stockholm 1889–1892 samt bedrev självstudier i Berlin 1892–1894. Han anställdes vid Rörstrands porslinsfabrik i Stockholm som mönsterritare 1896, följde med vid fabrikens flytt till Göteborg 1926 och var verksam där till 1935. Han medverkade med keramik, framför allt konstnärligt dekorerade vaser, vid Rörstrands utställning i Stockholm 1897, i Paris 1900 och vid Baltiska utställningen i Malmö 1914. Lundström arbetade även med stengods på 1910-talet – en kollektion visades på Nordiska kompaniet 1915  – samt med konstpjäser under 1920- och 1930-talen. 
Lundström utförde landskap och porträtt i olja, senare i gouache. Han arbetade även med textil och möbeldesign. Lundström signerade – på keramiken målat – med NL och NEL samt i monogram med NLE.
Lundström är representerad vid Nationalmuseum, Hallwylska museet, Röhsska museet, Vänersborgs museum, Metropolitan Museum i New York, Hessisches Landesmuseum Darmstadt och Smithsonian.
Nils Emil och Blenda Lundström hade två barn, varav en dotter var gift med Eric Gerell. Makarna Lundström är begravda på Solna kyrkogård.

## Galleri

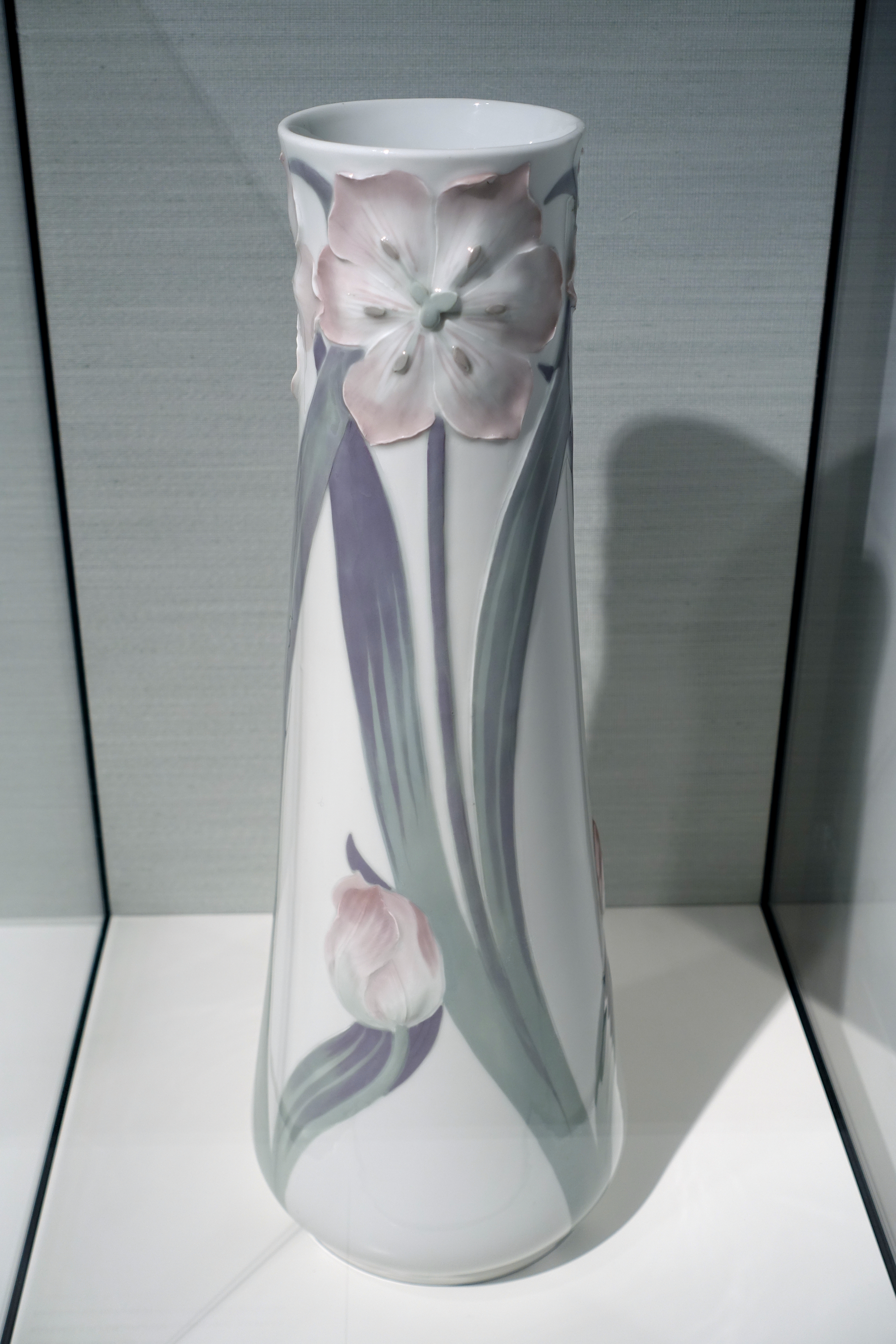
Vas av Lundström på Hessisches Landesmuseum Darmstadt.
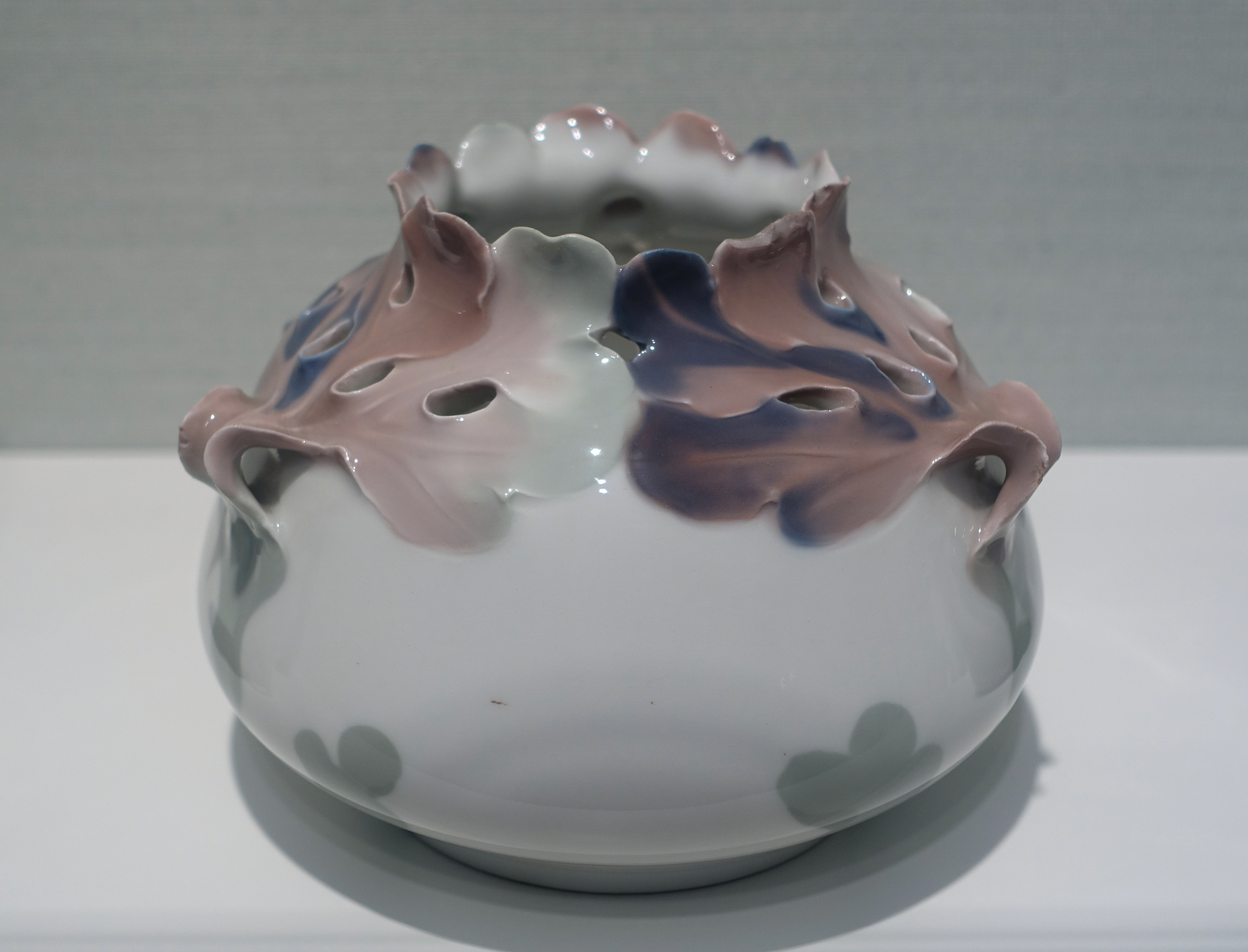
Vas av Lundström på Hessisches Landesmuseum Darmstadt.